# Franciszek Lazar
Franciszek Mikołaj Lazar (ur. 4 grudnia 1881 w Chropaczowie, zm. 19 czerwca 1969 w Byczynie) – przywódca peowiacki, działacz plebiscytowy, powstaniec śląski, malarz.

## Życiorys
Urodził się w Chropaczowie, w rodzinie robotniczej. Dzieciństwo spędził w Lipinach, gdzie ukończył szkołę średnią. Studiował na Akademii Sztuk Pięknych w Dreźnie, ale ze względu na ciężką sytuację materialną przerwał studia i wrócił do Polski. Z zawodu malarz. W latach 1899–1913 członek Towarzystwa Gimnastycznego "Sokół". W 1905 założył i później był prezesem Towarzystwa Kulturalno-Oświatowego "Samopomoc" w Lipinach.
Podczas I wojny światowej w armii niemieckiej walczył na froncie zachodnim. Od 1918 związany z niemieckim ruchem rewolucyjnym. Członek rad robotniczych i żołnierskich, Związku Spartakusa. Uczestnik rewolucji listopadowej w północno-zachodnich Niemczech. 
W styczniu 1919 współorganizator Polskiej Organizacji Wojskowej Górnego Śląska, był członkiem Komitetu Wykonawczego. Wziął udział w I powstaniu śląskim.  W sierpniu 1919 aresztowany przez Grenzschutz, a następnie skazany wyrokiem sądu w Raciborzu na rok więzienia i osadzony w obozie w Świętoszowie. Z obozu został zwolniony na mocy amnestii w listopadzie 1919. W okresie kampanii plebiscytowej pracował w Polskim Komisariacie Plebiscytowym.
W latach 1922–32 naczelnik gminy Lipiny. W okresie międzywojennym prowadził działalność społeczną - był członkiem Związku Powstańców Śląskich, Zarządu Województwa Polskiego Czerwonego Krzyża oraz Ochotniczej Straży Powstańczej. 
W czasie II wojny światowej uczestnik ruchu oporu oraz współorganizator Związku Walki Zbrojnej Armii Krajowej. Pierwszy powojenny burmistrz Byczyny. Od 1945 roku członek PPR, a następnie PZPR. Odznaczony m.in. Krzyżem Niepodległości. Od 1993 r. jedna z ulic w Byczynie nosi jego imię.
Był autorem obrazów "Rejtan - Upadek Polski" (obecnie zaginiony) oraz "Konstytucja 3 maja" (zaginiony). Prawdopodobnie jest także autorem obrazu "Dirce chrześcijańska", który obecnie znajduje się w Urzędzie Miejskim w Świętochłowicach.